# جیمز هیمون
جیمز هیمون (انگلیسی: James Hamon؛ زادهٔ ۱ ژوئیهٔ ۱۹۹۵) بازیکن فوتبال اهل بریتانیا است.
از باشگاه‌هایی که در آن بازی کرده‌است می‌توان به باشگاه فوتبال اکستر سیتی و باشگاه فوتبال گرنزی سیتی اشاره کرد.